# Владо-Тричков (село)
Владо-Тричков (болг. Владо Тричков) — село в Болгарии. Находится в Софийской области, входит в общину Своге. Население составляет 1732 человека (2022). Названо в честь болгарского партизана времён Второй мировой войны Владо Тричкова.

## Политическая ситуация
В местном кметстве Владо-Тричков, в состав которого входит Владо-Тричков, должность кмета (старосты) исполняет Искрен Вергилов Георгиев (партия АТАКА) по результатам выборов.
Кмет (мэр) общины Своге — Емил Цветанов Атанасов (Болгарская социалистическая партия (БСП), Национальное движение «Симеон Второй» (НДСВ), «ЛИДЕР», Зелёные,Политический клуб «Экогласность», Евророма) по результатам выборов.